# AUTÓKUT
Az AUTÓKUT Autóipari Kutató és Fejlesztő elsősorban a magyar jármű- és hadijárműipar termékeinek fejlesztésére, vizsgálatára létrehozott szakintézmény, amely mind hazailag, mind világszinten elismertséget szerzett a magyar autóiparban dolgozó és alkotó műszakiak jó hírnevének.

## Története
Az állami alapítású és 2009-ig meghatározó részben állami tulajdonban lévő kutató-fejlesztő vállalat tevékenységét, lehetőségeit a mindenkori politika és gazdaságpolitika döntő mértékben határozta meg. Több mint 55 éves fennmaradását az intézmény annak köszönhette, hogy mindig alkalmazkodni tudott a sokszor rendkívül szigorú körülményekhez és az adott kereteket az ambiciózus szakértői gárda magas-színvonalú műszaki alkotó munkával tudta kitölteni.
1948-ban Magyarországon kialakultak a szovjet mintájú politikai és gazdasági berendezkedés körvonalai. Állami tulajdonba kerültek a hazai autógyártás súlyos háborús károkat szenvedett bázisai, a MÁVAG és a Rába Magyar Vagon- és Gépgyár, majd röviddel később megalakult az Ikarus Karosszéria és Járműgyár és a Csepel Autógyár. A hidegháborús fenyegetettség is siettette az autóipar – és ezen belül kiemelten a katonai célú járművek – termelésének felfuttatását. Az ipart irányító szervezet, a Nehézipari Központ (NIK) a gyártási dokumentációk biztosítására két szervezetet hozott létre.
Az önálló tervezési és dokumentációs feladatok elvégzésére 1948 októberében alakul meg a NIK Központi Autótervező Iroda a legendás „Botond” katonai terepjáró tervezőjének vezetésével. A szakembergárda gerincét a MÁVAG, a HITI, a Rába Magyar Vagon- és Gépgyár és Weiss Manfréd Acél- és Fémművek volt kiváló mérnökei alkotják.
Ugyanezen év novemberében alakul meg a Központi Autótervező Iroda keretén belül létrejön a NIK-Steyr Iroda is, amelynek feladata a Steyr gyártól megvásárolt D–380 típusú tehergépkocsi licencének átvétele, honosítása volt.
A kormányzat 1950 februárjában a két irodát összevonva megalakította a Járműfejlesztési Intézetet (JÁFI). A tervezési részleg a kelenföldi, Bartók Béla út 104. alatti iroda épületbe költözött, a nem sokkal később megalakult kísérleti és gyártó részleg a – nem messze lévő – Csóka utcai telephelyen rendezkedett be.
A mindenkori politikai, illetve gazdaságpolitikai környezet változásaival kényszerűen együtt módosult a cég gazdálkodása, az iparágban elfoglalt helyzete és szakmai tevékenysége. E változások alapján a tevékenységnek három időszaka különíthető el:

### A központi tervutasításos időszak (1948–1968)
Ebben az időszakban az intézmény költségvetési szervként működik a főhatóság irányítása és felügyelete mellett. Feladatokat központilag határozzák meg, ehhez a feltételeket az ún. „tervalku” során rendelik hozzá.
1948: Megalakul a Nehézipari Központ NIK Központi Autótervező Iroda, majd a Steyr gyárral kötött licenc megállapodások koordinálására létrejön az ún. NIK-Steyr Iroda.
1949: A NIK Központi Autótervező Iroda által készített főtervek és részletrajzok alapján a Rába Magyar Vagon- és Gépgyárban és az Ikarus Gyárban elkészülnek a NIK-130 terepjáró tehergépjármű prototípusai.
1950: Február 18-i hatállyal a Népgazdasági Tanács döntése és a Budapesti Törvényszék, mint cégbíróság 2548/1950 számú határozata alapján megalakul a Járműfejlesztési Intézet (JÁFI). Feladatköre a cégbírósági bejegyzés szerint: gépjárművek mintapéldányainak szerkesztése, legyártása és kikísérletezése. A nyár folyamán az Intézet a Bartók Béla út 104. iroda épületbe, próbaosztálya a Csóka utca 7. alatti telephelyre költözik.
1951: A kor szellemének megfelelően elsősorban katonai vagy katonai jellegű munkák jellemzik a tevékenységet. Néhány – műszaki érdekessége okán – külön is említésre érdemes gyártmány ebből az időszakból:
- 130-as típusú terepjáró gépkocsi
- 300-as típusú terepjáró tehergépkocsi
- 510–520-as típusú autóbuszalváz
- 800-as típusú lánctalpas vontató
- D–422 FUG (a Csepel Autógyárral közösen)

### A viszonylagos vállalati önállóság időszaka (1968–1990)
Ennek során a vállalat már maga igazítja terveit a központi követelményekhez, és gazdasági eredményével maga rendelkezhet. Ebben az időszakban, 1970-ben került sor a névváltozásra. Az új név Autóipari Kutató Intézet (rövid és közismert név AUTÓKUT) lett. Az új gazdálkodási viszonyok kedveznek a fejlődésének. Látványosan megnő a laboratóriumok kapacitása, a tevékenységi skála szélesedik. A tervezési és adminisztratív részlegek a Csóka utcai új irodaházakba költöznek.
1968: A viszonylagos vállalati önállóság időszakában – hiszen ebben az évben kerül meghirdetésre az új gazdasági mechanizmus – szerződéses munkák biztosítják az árbevételt és azzal a központi gazdasági szabályozók szerint lehet – meglehetősen korlátozott körülmények között – rendelkezni. Az új gazdálkodási viszonyok kedveznek a vállalat fejlődésének. Megtörténik – a később világsikert elért – kombinált feltöltésű motor szabadalmának első bejelentése.
1969: A hatvanas évek második felének kiemelkedően sikeres munkái:
- 556-os típusú terepjáró
- 016-os típusú, 6 {\displaystyle m^{3}}-es dömper
- 018-as típusú hátsó, hajtott futómű
- 069–059-es típusú szervokormánymű
- HAFE sebességváltók
- JÁFI motorcsalád

1971: A Járműfejlesztési Intézetből AUTÓKUT Autóipari Kutató Intézet lett.
1973: Látványosan megnőtt a laboratóriumok kapacitása, a tevékenységi kör szélesedett. Ekkor létesült az új motor-fékterem, a lengéstani és a szerkezetfárasztó és egy új tribológiai laboratórium.
1974: A tervezési és adminisztratív részlegek is a Csóka utcai új irodaházba költöztek. Az egyik meghatározó és jellemző tevékenység: az ún. szovjet-magyar autóbusz kifejlesztése lett volna. Prototípus szinten még egy gázturbinás(!) autóbusz is készült.
1981: Több éven keresztül tartó koncepcionális és nem kis mértékben presztízs vita kezdődött arról, hogy az AUTÓKUT önállóan vagy más társaság részeként működjön-e. A hosszú bizonytalanság mind az AUTÓKUT gazdálkodását, mind személyi, elsősorban szakmai állományát megviseli.
1983: A döntés végre megszületik: az AUTÓKUT önálló marad, mint vállalat, és az AUTÓKUT rövidítés továbbra is használható… Létrejön tehát az Autóipari Kutató és Fejlesztő Vállalat.
1986: Nyitás egy új piac és tevékenység felé: elindul az elsősorban orosz (szovjet) piacra célzott próbapad tervezés és gyártás.
1989: Megjelenik az első – és időben kikelt – fecske…: a Vállalat Önálló Tribológiai osztálya, mint  AUTOTRIB Tribológiai Kutató és Fejlesztő Kft. önálló céggé alakul.

### A piacgazdaság körülményei közötti működés időszaka (1990–2004)
Megszűnik a szocialista piac, a magyar járműgyártás súlyos helyzetbe kerül. Az AUTÓKUT számára az új körülményekhez történő gyors alkalmazkodás életbevágó. Néhány – elsősorban a járműfejlesztésre irányuló tevékenységet és részleget átvesznek a járműgyártók, elsősorban az Ikarus és a Csepel Autógyár; a kihasználatlan kapacitásokat fel kell számolni. A cég 1994-ben formális részvénytársasággá alakul, majd jóval később egyes részlegek önálló Kft-kké válnak.
1990: A KGST összeomlásával az AUTÓKUT is elveszíti hazai és keleti megrendeléseinek nagy részét, amelyet csak kis részben tud egyéb relációból érkező megbízásokkal kompenzálni.
1993: Elkezdődik az AUTÓKUT történetében a legsikeresebb saját termék forgalmazása: kiszállításra kerül az első HB93 típusjelű becsuklásgátló berendezés, amelyből – főleg az Ikarus Gyár Ikarus 435 típusú tolócsuklós autóbuszához- közel 700 darab kerül eladásra. Ebben az évben születik döntés a – jellemzően és meghatározóan motor – tervezési munkák CAD (számítógéppel segített tervezői) rendszerre való fokozatos átállításáról.
1994: Az AUTÓKUT-ból 100%-os állami tulajdonú részvénytársaság (Rt.) alakul. Az esetleges privatizációs lehetőségeket igencsak beszűkíti az, hogy a társaság tevékenységi köre igen inhomogén, valamint az, hogy az állami tulajdon megmaradó részaránya hosszú távon több, mint 50%-ra van tervezve.
1996: A nagyrészt kihasználatlan és rossz hatásfokkal működő kapacitások (például a teljes jármű- és vizsgálóberendezés konstruktőri tevékenységet átfogó Tervezési Főosztály) felszámolásra kerülnek. A végrehajtott intézkedésekkel az AUTÓKUT működése az új körülmények között stabilizálódik, bár a működési terület – mind fizikailag, mind szakmailag – jelentősen beszűkül. Az év nyarán az AUTÓKUT Rt. 50% tulajdoni hányaddal megalakítja az AUTÓKUT Gépgyártó és Szolgáltató Kft.-t. Az AUTÓKUT szervezetében ekkortól az alábbi tevékenységek folynak:
- Motorfejlesztés
- Jármű, fő- és részegység vizsgálatok, minősítések
- Becsuklásgátló forgalmazás, szerviz, vevőszolgálat és fejlesztés
- Termékismertetés, felújítási technológiák készítése
- ENSZ-EGB és Európai Uniós előírások hazai ismertetése és koordinációja

1997: Meghívásos tőkeemeléses pályázaton a RÁBA Rt. kb. 40%-os részesedést szerez az AUTÓKUT Rt.-ben, a többségi állami tulajdon az ÁPV Rt.-nél marad.
1998: Az év nyarán a Gépgyártó és Szolgáltató Kft. csődbe jut, felszámolása megkezdődik.
1999: Az év elején tárgyalások kezdődnek a jármű fő- és részegység (a motort kivéve) vizsgálati-minősítő tevékenység privatizációjával kapcsolatban. Az ősz folyamán elkezdődik a Társaság minőségbiztosítási rendszerének kiépítése és a vonatkozó ISO 9001 minőségbiztosítási szabvány feltételeinek bevezetése.
2000: Február 18-án 50 éves az AUTÓKUT… November elején a Magyar Szabványügyi Testület elvégzi az AUTÓKUT minőségügyi rendszerének auditálását, amelynek eredményeképpen a Társaság működése megfelel az ISO 9001 rendszerszabvány előírásainak.
2001: Gazdaságtalan működése miatt január 1-jétől megszűnik a termékismertetőket és felújítási technológiákat készítő részleg. A tevékenységet nagy részben a Vizsgálati Főosztály veszi át.
Ismét megerősödik – elsősorban gazdasági okok miatt – a privatizációra való igény, és elsősorban a Motor Főosztály megvételére irányuló tárgyalások gyorsulnak fel. A hazai nagy járműgyártók igen mély recesszióval küzdenek. Például ősszel megszűnik a Rába Jármű Kft. autóbuszgyártása, az Ikarusbus Rt. pedig elkezdi az Irisbus típusainak honosítását.
2002: Az új évet már csak egy „nagy” részleggel kezdi a Társaság. Az előző év végén ugyanis megalakul és az anyacégből kiválik a Motor Főosztályra épülő AVL AUTÓKUT Mérnöki Kft. Tevékenységi körnek megmarad a járműipar gyakorlatilag teljes területét felölelő Vizsgálati Főosztály és az ENSZ-EGB és az EU előírásokkal kapcsolatos hazai tevékenységet koordináló iroda.
Február 5-én meghal a Társaság vezérigazgatója. Az új vezérigazgató – aki a Rába Rt. volt vezérigazgatója – március 20-ától munkába áll. Az év második felében megélénkül a volt orosz piac: meghatározó autóbusz- és teherautó gyártók, mint például Tusinó, Likinó, Kamaz stb. jelennek meg együttműködési szándékkal. A tárgyalások azonban igen-igen lassan és kis lépésekkel haladnak…
2003: Elkezdődik a felkészülés az ISO 9001:2000 minőségbiztosítási rendszerre való áttérésre. Az év üzleti tervének készítéséhez sem kínál jobb helyzetet a gazdaság az elmúlt éveknél: az autóipar általános hazai helyzete tovább romlik, a nagy járműgyártók kivétel nélkül mély válsággal küzdenek. Megjelennek a Gazdasági és Közlekedési Minisztérium (GKM) által a működés fejlesztésére kiírt új pályázatok, amelyeken a több, mint 25%-os állami tulajdon miatt az AUTÓKUT Rt. nem vehet részt.

A novemberben tartott minőségügyi auditon sikerrel tér át a Társaság az új ISO 9001:2000 rendszerszabványra. Ezzel együtt gyakorlatilag elkezdődik a laborakkreditációra való felkészülés is.

### A hanyatlás és a szakmai megszűnés időszaka (2004–)
A Vagyonkezelő több év hezitálás után döntő lépésre, az AUTÓKUT ún. reorganizációjára szánta el magát. Ez azonban egyet jelentett az utolsó szakmai tevékenységet folytató szervezet, a Vizsgálati Főosztály megszüntetésével. Így az AUTÓKUT szakmailag végképpen és visszavonhatatlanul kiürült. Ezek után több sikertelen privatizációs pályázat következett, míg 2009-ben sor kerülhetett a meghatározó részvénycsomag értékesítésére is.
2004: A gazdasági környezet sajnos változatlanul „mélyrepülésben”, a forint-euró viszony szinte kiszámíthatatlan, a kisvállalkozások is gondokkal küzdenek.  Az Európai Unióhoz való csatlakozás az AUTÓKUT-nak is belépést jelent az európai közösségbe: május 1-jétől kijelölést nyer ugyanis az Európai Unió hivatalos vizsgáló intézményei közé közel 100 járműtulajdonság minősítő vizsgálatában.
Az eltelt hónapok sajnos nem cáfolnak rá a rossz előjelekre: a hagyományos megrendelők gyengélkedése állandóvá vált, a kisvállalkozói szektor a szabályozók változása és a növekvő költségek miatt egyre jobban szűkül. A külföldi piacon is meglehetősen hektikus a helyzet, bár lengyel, szlovén, szerb, ukrán, orosz piacon is aktív kapcsolatok vannak. Mindez azonban nem pótolta a hazai ipar recessziójából fakadó megrendelés – itt értsd: hazai új termék előállítás – kiesést.

A Vizsgálati Főosztály felkészült a Nemzeti Akkreditáló Testület auditjára, amely az akkreditáló testület december 16-i döntése alapján sikeres, és így a szakterület az MSZ EN ISO / IEC 17025:2005 szabvány alapján akkreditált vizsgáló laboratóriumnak minősül.
2005: Ebben az évben egy abszolút biztos pont már van: február 18-án 55 éves az AUTÓKUT…
A Társaság április 26-án tartott éves rendes Közgyűlése a tulajdonosok megállapodása alapján új igazgatót jelöl, és a régi vezérigazgató leváltásával egy időben meg is választ új vezérigazgatónak. Ezzel együtt hamar egyértelművé válik, hogy az új igazgató GKM általi megbízása az AUTÓKUT Rt. „reorganizációjára” szól. Ez a reorganizációs terv azonban gyakorlatilag az utolsó szakmai tevékenység gyors felszámolását jelenti.
A szakmai továbbélésre vonatkozó elképzelés sok-sok megbeszélés, egyeztetés, vita és kompromisszum után ez: a Vizsgálati Főosztály munkatársai által magántőkéből alapított JÁFI-AUTÓKUT Mérnöki Kft. augusztus 1-jén elkezdheti a működését. Az AUTÓKUT Zrt. és elődjei sorsa 55 éves sikeres működés után megpecsételődik: valamennyi autófejlesztéssel kapcsolatos műszaki tevékenység felszámolásra kerül a cégnél, azaz az Autóipari Kutató és Fejlesztő Rt. szakmailag megszűnik létezni és a továbbiakban csak ingatlan-bérbeadással és -üzemeltetéssel foglalkozik.
2007: Az Állami Privatizációs és Vagyonkezelő Zrt. két pályázati felhívást is közzétesz az AUTÓKUT Autóipari Kutató és Fejlesztő Zrt. részvényeinek értékesítésére, de a beérkezett ajánlatokat mindkettő érvénytelennek, a pályázati eljárást eredménytelennek nyilvánítja.
2009: A megint új névvel szereplő vagyonkezelő, mint Magyar Nemzeti Vagyonkezelő Zrt. 2009. október 26-án értékesíti az AUTÓKUT Zrt. 108 860 000 Ft névértékű részvénycsomagját, mintegy 240 millió Ft értékben. A szerződő felek: az ÚT-TESZT Mérnöki és Szolgáltató Kft., JÁFI-AUTÓKUT Mérnöki Kft., AUTÓKUT Konzorcium, AUTOTRIB Tribológiai Kutató és Fejlesztő Kft. Ezzel az AUTÓKUT-ban lévő állami tulajdon megszűnik és az AUTÓKUT Zrt. ténylegesen is vagyonkezelővé válik.
2010: Az új többségi tulajdonos ÚT-TESZT Mérnöki és Szolgáltató Kft. vezetősége 2010. június 1.-től a korábbi nyugdíjbavonulása mellett új vezérigazgatót nevez ki.

A Jáfi-AUTÓKUT Kft. logója

## A JÁFI-AUTÓKUT Mérnöki Kft.
A JÁFI-AUTÓKUT Mérnöki Kft. az AUTÓKUT Autóipari Kutató és Fejlesztő Zrt. utolsónak maradt, műszaki tevékenységet folytató Vizsgálati Főosztályának szakterületét viszi tovább; magánszemélyek által, magántőkéből alakított kft. A hivatalosan 2005. augusztus 1-jétől működő vállalkozás személyi állománya a volt Vizsgálati Főosztály tagjaiból kerül ki.
Az új cég telephelye azonos a volt Vizsgálati Főosztály telephelyével, a műszereket és eszközöket is volt cégüktől bérlik. A tárgyalások eredményeképpen az a vevői-megrendelői körben megismert AUTÓKUT embléma, a korábban megszerzett és különböző vizsgálatokra szóló jogosítványok a GKM  hozzájárulásával megmaradnak és az alakulási év végével a vizsgálati laboratórium akkreditáció folytonosságát is megszerzik.
A tevékenységi kör teljes járművek, autóipari fő- és részegységek, motorkerékpárok, traktorok, katonai járművek stb. vizsgálatára és minősítésére terjed ki Magyarországon és az Európai Unióban , valamint az ENSZ EGB-ben  kijelölt illetve bejegyzett vizsgáló és szakértői intézmény. A vizsgálatok NAT-1-1448/2005  számon akkreditáltak.